# Mancomunidad de Canigou - Val Cady
La Communauté de communes Canigou - Val Cady es una estructura intermunicipal francesa, situada en el departamento de los Pirineos Orientales y la región Languedoc-Rosellón. Su presidente es Gérard Clavère. Sus vicepresidentes son Christian Payrou  (alcalde de Vernet-les-Bains), Claudette Martinetto (alcaldesa de Corneilla-de-Conflent) y Alain Margail (alcalde de Casteil)
Su consejo comunitario está compuesto por 10 delegados titulares y 10 delegados suplentes.

## Composición
Se compone de 3 municipios:
1. Casteil
2. Corneilla-de-Conflent
3. Vernet-les-Bains

## Competencias
La mancomunidad tiene las siguientes competencias:
- Adquisición colectiva de material
- Acción de desarrollo económico (apoyo a las actividades industriales, comerciales o de empleo, apoyo a las actividades agrícolas y forestales...)
- Saneamiento colectivo
- Otros
- Recogida de basuras domésticas y desechos asimilados
- Agua (tratamiento, traída, distribución)
- Estudios y programación
- Planes locales de urbanismo
- Programa local del hábitat
- Protección y valorización del entorno
- Esquema de sector
- Turismo
- Tratamiento de basuras domésticas y desechos asimilados